# 国立市
国立市（くにたちし）は、東京都の多摩地域中部に位置する市。
国立町の人口が5万人を超えて、1967年に市制が施行された。国立町の前身である谷保村（やぼむら）北部の森林が大正時代末期に箱根土地（現在の西武グループ）により住宅地として開発された。東京市と多摩地域を結んでいた中央線で、東の国分寺駅と西の立川駅から1字ずつ取って、中間につくる新駅（国立駅）とその周辺の地名が「国立」と名付けられた（後述）。

## 概要

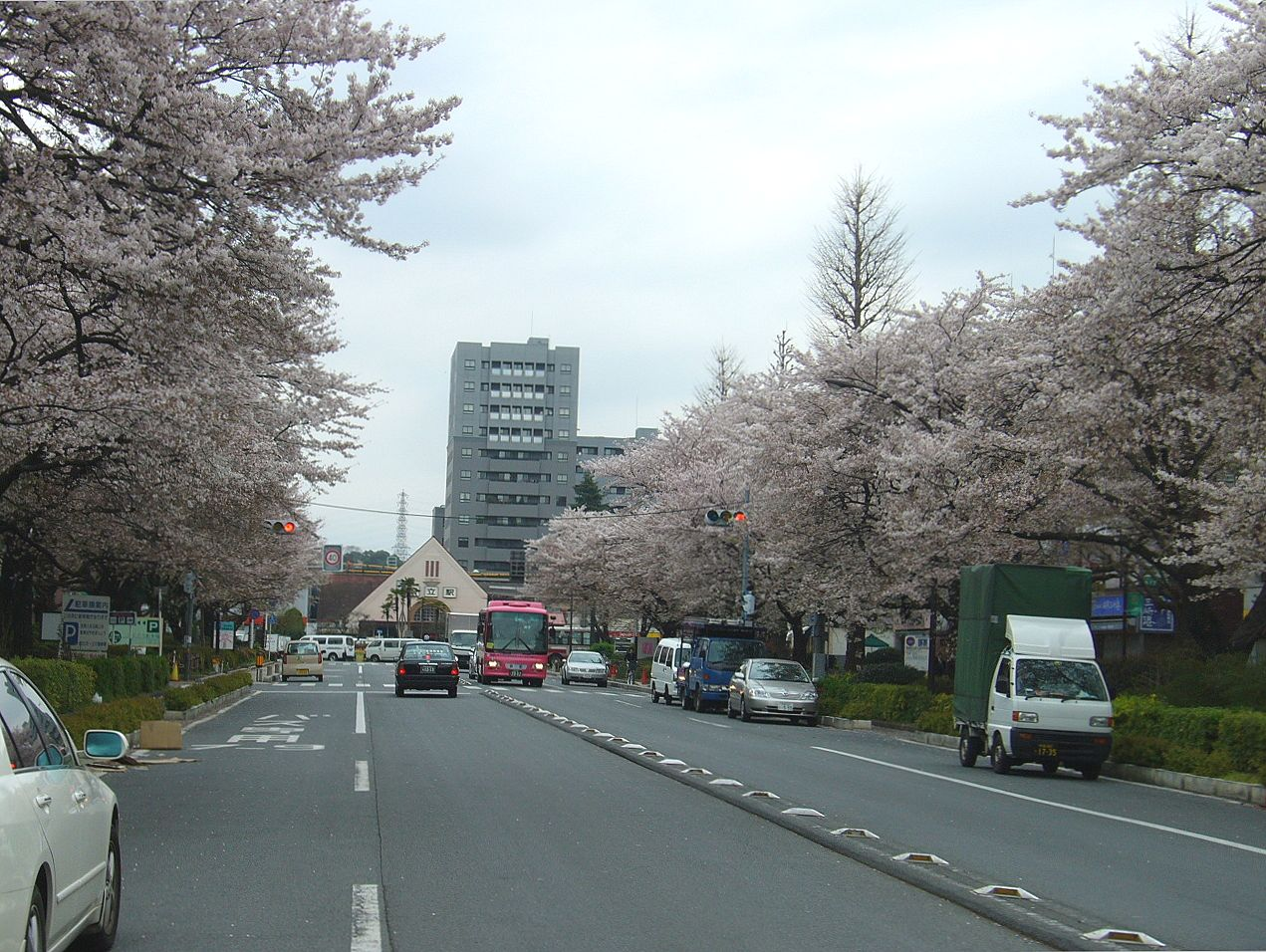
大学通りの桜並木から国立駅南口を望む

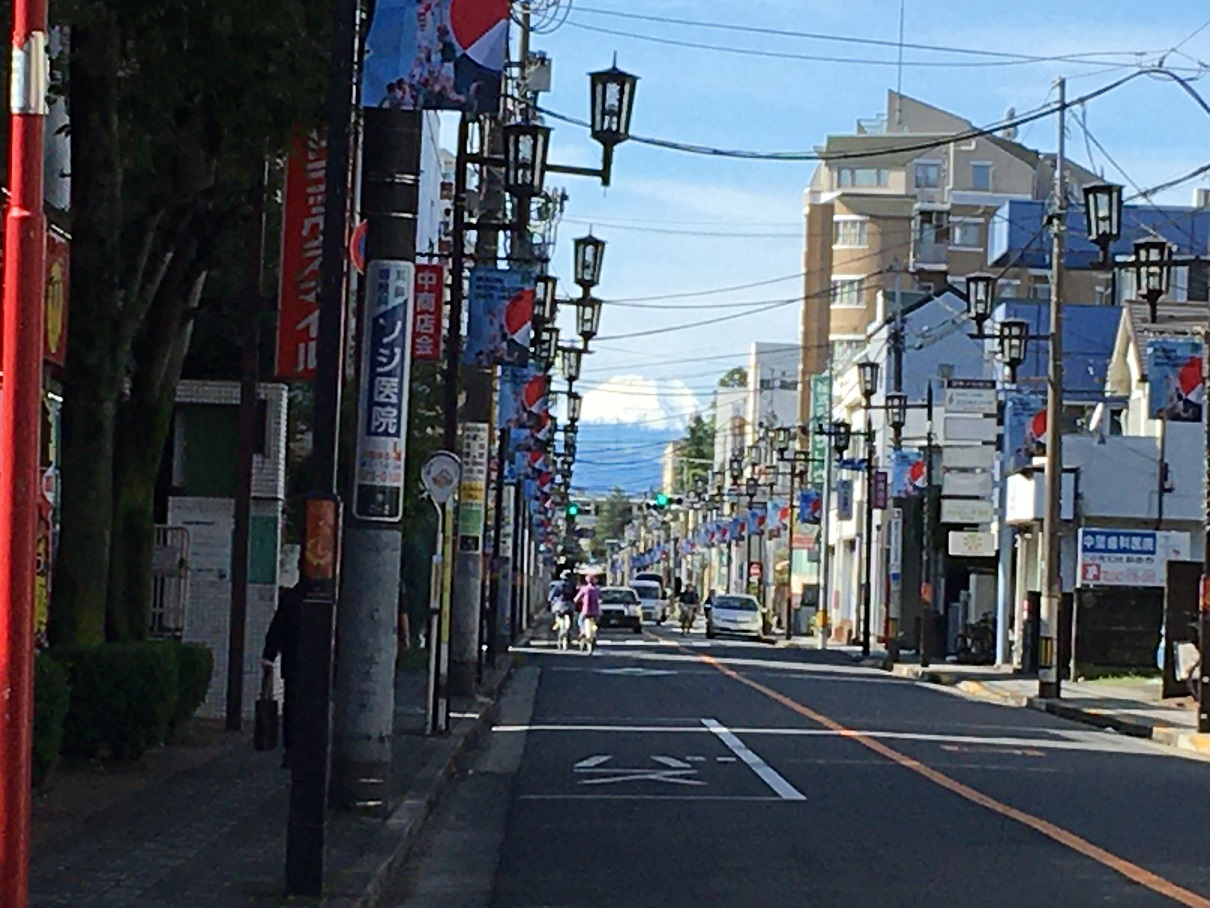
富士見通りから望む富士山

市域北部をJR中央線が、中央部やや南寄りをJR南武線と甲州街道が、南部を国道20号 日野バイパスがそれぞれ東西に通っている。中央線の国立駅の南側に一橋大学国立キャンパスが位置し、国立駅から南武線の谷保駅まで真直ぐ「大学通り」と呼ばれる大通り（東京都道146号国立停車場谷保線）が延びており、新旧の中心街を結んでいる。大学通りは桜並木とイチョウ並木が立ち並び、春と秋には多くの市民が訪れる。おおむね南武線に沿った河岸段丘の段丘崖の上は住宅地、下は農耕地となっていたが、最近では宅地開発の進捗もあり段丘崖の下でも住宅が増えている。
かつて国立市が町制施行前の名称である谷保村だった頃、中心は谷保であり、武蔵野台地の崖線下の豊富な湧水と谷保天満宮の存在が集落を形成させた。特に初期の甲州街道は府中を出ると谷保付近で崖線を下り、多摩川を渡っていた。その後、渡河地点が上流の日野の渡しに固定されることで道筋が台地の上に移り、今日に到っている。その名残が谷保天満宮に見てとれる（現在の甲州街道からは参道を下る形で本殿に至る）。甲州街道沿いには蔵のある農家が並んでいる。
崖線の上は大正時代までは甲州街道沿いを除き雑木林だったが、西武グループ創業者である堤康次郎の設立した箱根土地（コクドの前身）が中央線に国立駅を設置し、学園都市構想に基づき東京商科大学（現・一橋大学）を東京市神田区（現・東京都千代田区）一ツ橋から誘致した。国立大学町は、堤が箱根土地技師の中島陟とともに見たドイツの学園都市ゲッティンゲンをモデルに地区開発を行ったと言われるが、堤によると、国立大学町は「最初より大学を中心として地区を定め、停車場より道路下水に至るまで理想的に都市計画を実施」したもので、「かつて外国にもその例を見ないもの」であった。1926年に分譲開始。同時に箱根土地によって建設された国立駅が鉄道省に譲渡され開業し、以降は東京郊外の文教都市として住宅地の範囲が拡大した。
太平洋戦争後の1950年に朝鮮戦争が勃発し、隣の立川市に米軍基地（立川飛行場）があることから、多くの米軍兵が進駐してきたため、米兵を対象とした飲食店などが国立市でも見られるようになり、治安の悪化が懸念された。1950年代には文教地区の指定を巡って街の風紀や景観を守りたい市民や学生などの賛成派と、経済発展の障害になることを危惧した反対派によって大論争が起こった。結局、町議会は文教地区指定を議決し、都に申請して1952年に文教地区の指定を受けた。指定を受けた駅から半径1.3kmの地区は風営法の対象となる飲食店やホテルなどの設置や営業に関して制限を受ける。
2015年国勢調査によれば、東京都区部への通勤率は25.1%である。

### 面積
面積は8.15km2と日本の市の中で4番目に（埼玉県蕨市、東京都狛江市、京都府向日市に次いで）小さい。

## 地理
多摩川左岸の沖積低地と、それが武蔵野台地を削った河岸段丘の段丘面及び段丘崖からなる。発達した段丘崖としては北東端に国分寺崖線、南部に立川崖線がみられる。

## 歴史

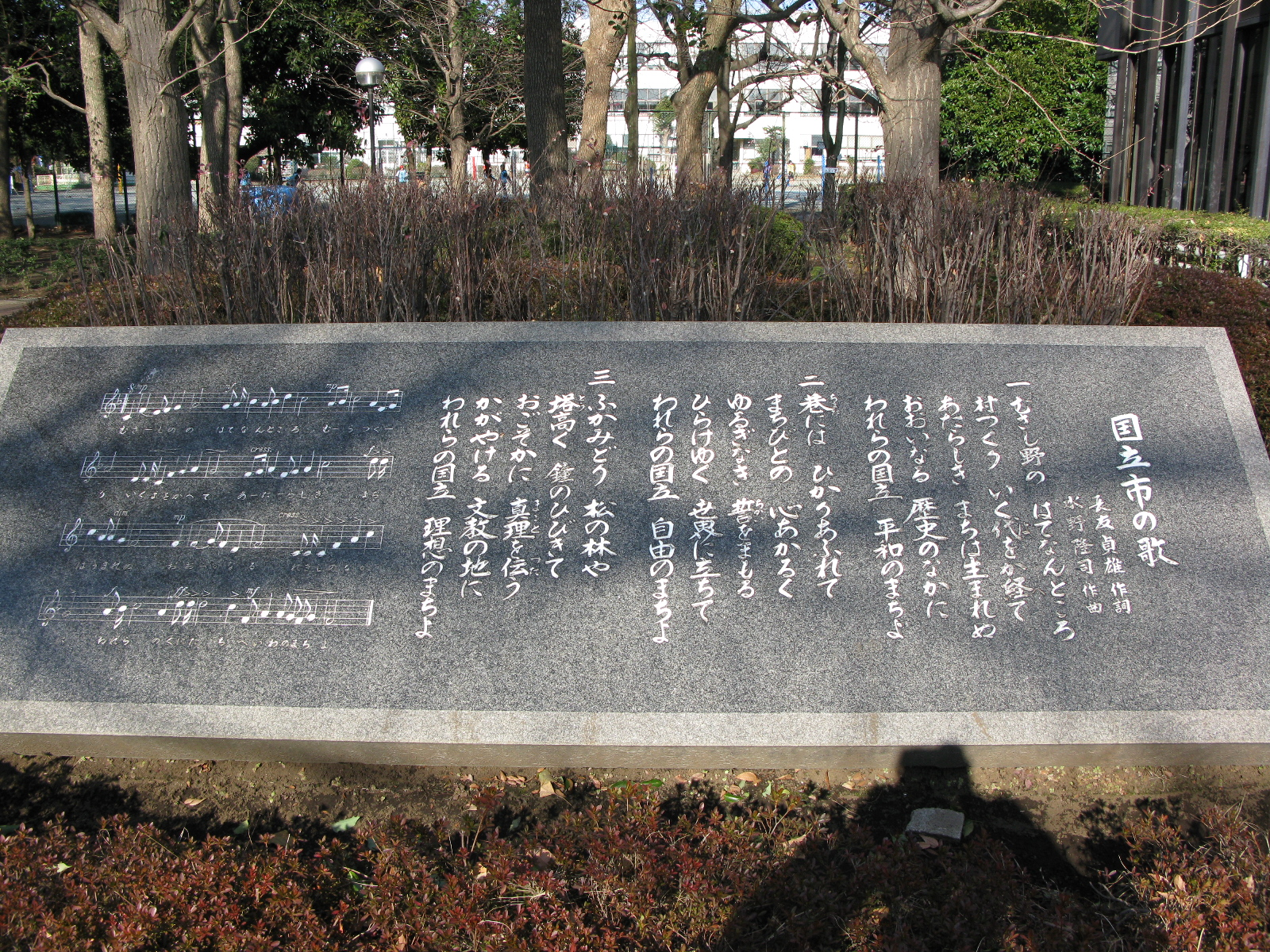
国立市の歌

### 年表
- 1868年：韮山県が設置され、上谷保村、下谷保村、青柳村、石田村が所属。まもなく石田村が神奈川県へ編入。
- 1871年：上谷保村、下谷保村、青柳村、が神奈川県へ編入。
- 1875年：上谷保村、下谷保村が合併して谷保村に。
- 1889年：谷保村、青柳村、石田村飛地が合併し谷保村（やぼむら）が発足。
- 1893年：神奈川県から東京府へ移管。
- 1926年：箱根土地（後のコクド）により、東京商科大学（現・一橋大学）を中心に据えた学園都市構想に基づき、国立学園町地区開発。分譲開始。鉄道省中央線国分寺駅 - 立川駅に国立駅開設。
- 1927年：東京商科大学が東京市神田区一ツ橋より移転。
- 1929年：谷保駅（やほえき）開設。
- 1932年：矢川駅開設。
- 1943年：現在の国立地域（東・中・西・北）で大字国立が成立[4]。
- 1951年：谷保村が町制施行。駅名から町名をとって国立町となる。
- 1952年：東京都によって 文教地区に指定[5]。
- 1967年1月1日：市制施行し国立市となる[6]。
- 1991年3月12日：防災行政無線運用開始。
- 1998年：国立市都市景観形成条例制定。
- 2006年4月3日：子供の見守り放送「ユーモレスク」放送開始。
- 2008年：JR中央線の高架化に伴い、三角屋根が特徴の旧国立駅舎が解体された[7]。旧駅舎の部材はその後の復元に向けて保存がなされた。
- 2020年：旧国立駅舎を解体後保管していた部材を活用して、創建当時の姿に再築された。現在は駅舎としてではなく、まち合わせ場所や展示室として活用されている[7]。
- 2024年2月2日：脱炭素をめざす『2050年ゼロカーボンシティ宣言』の一環として、東京ガスと包括連携協定を締結[8]。

### 市名の由来
- 中央線国分寺駅と立川駅の中間（西国分寺駅は後から開設）にできる新しい駅とこの地区に、両駅から1字ずつ取って「国立」と名付けたことによる。
- 「谷保」は本来は「やぼ」と読む。しかし、南武鉄道（現：JR南武線）は谷保駅を開設した際、「やほ」とした。
- 「国立」は「こくりつ」と誤読されやすいのと、国立市立や特に国立音楽大学のように私立民営のものを日本の国立施設と誤解されやすいこともあり、「くにたち」と仮名書きされることがある（例：国立図書館→くにたち図書館）。

## 人口
| |                                        |  |
| 国立市と全国の年齢別人口分布（2005年） | 国立市の年齢・男女別人口分布（2005年） |  |
| ■紫色 ― 国立市 ■緑色 ― 日本全国 | ■青色 ― 男性 ■赤色 ― 女性              |  |
| 国立市（に相当する地域）の人口の推移 \| 1970年（昭和45年） \| 59,709人 \| \| \| 1975年（昭和50年） \| 64,495人 \| \| \| 1980年（昭和55年） \| 64,144人 \| \| \| 1985年（昭和60年） \| 64,881人 \| \| \| 1990年（平成2年） \| 65,833人 \| \| \| 1995年（平成7年） \| 66,719人 \| \| \| 2000年（平成12年） \| 72,187人 \| \| \| 2005年（平成17年） \| 72,667人 \| \| \| 2010年（平成22年） \| 75,510人 \| \| \| 2015年（平成27年） \| 73,655人 \| \| \| 2020年（令和2年） \| 77,130人 \| \| |                                        |  |
| 総務省統計局 国勢調査より |                                        |  |
| 1970年（昭和45年） | 59,709人                               |  |
| 1975年（昭和50年） | 64,495人                               |  |
| 1980年（昭和55年） | 64,144人                               |  |
| 1985年（昭和60年） | 64,881人                               |  |
| 1990年（平成2年） | 65,833人                               |  |
| 1995年（平成7年） | 66,719人                               |  |
| 2000年（平成12年） | 72,187人                               |  |
| 2005年（平成17年） | 72,667人                               |  |
| 2010年（平成22年） | 75,510人                               |  |
| 2015年（平成27年） | 73,655人                               |  |
| 2020年（令和2年） | 77,130人                               |  |

### 昼夜間人口
2005年に夜間人口（居住者）は72,574人である。市外からの通勤者と通学生および居住者のうちの市内に昼間残留する人口の合計である昼間人口は71,295人で昼は夜の0.982倍の人口で、周辺の市に比べると昼夜間人口差が少ない。
通勤者・通学者で見ると市内から市外へ出る通勤者23,096人、市外から市内へ入る通勤者は15,211人と通勤者では市外へ出る通勤者のほうが多いが、学生では市内から市外に出る通学生は3,646人、市外から市内へ入る通学生は10,252人と学生では昼は市内へ流入する人数のほうが多い。なお、国勢調査では年齢不詳のものが東京都だけで16万人おり、この項の昼夜間人口に関しては年齢不詳の人物は数字に入っていないので数字の間に若干の誤差は生じる。

## 町名
国立市では、住居表示に関する法律に基づく住居表示は実施されていないが、土地区画整理事業施行区域を含め、町名と地番を整理する方法（町名地番整理）により、住所整理が実施されている。住居表示実施前の町名等（町区域設定前の町名等）欄で下線がある町名はその全部、それ以外はその一部であり、その町名の末尾に数字がある場合には丁目を表す。大字は「大字」、字は「小字」を参照。

### 国立市役所管内
| 町名           | 町区域設定年月日 | 住居表示実施年月日 | 住居表示実施前の町名等（町区域設定前の町名等）                                                 | 備考 |
| -------------- | ---------------- | ------------------ | ---------------------------------------------------------------------------------------------- | ---- |
| 東一丁目       | 1968年10月1日    | 未実施             | （大字国立）                                                                                   |      |
| 東一丁目       | 2013年11月1日    | 未実施             | （北1）                                                                                        |      |
| 東二丁目       | 1968年10月1日    | 未実施             | （大字国立）                                                                                   |      |
| 東三丁目       | 1968年10月1日    | 未実施             | （大字国立）                                                                                   |      |
| 東四丁目       | 1968年10月1日    | 未実施             | （大字国立）                                                                                   |      |
| 中一丁目       | 1969年10月1日    | 未実施             | （大字国立）                                                                                   |      |
| 中一丁目       | 2013年11月1日    | 未実施             | （北1）                                                                                        |      |
| 中二丁目       | 1969年10月1日    | 未実施             | （大字国立）                                                                                   |      |
| 中三丁目       | 1969年10月1日    | 未実施             | （大字国立）                                                                                   |      |
| 西一丁目       | 1970年9月1日     | 未実施             | （大字国立）                                                                                   |      |
| 西二丁目       | 1970年9月1日     | 未実施             | （大字国立）                                                                                   |      |
| 西三丁目       | 1970年9月1日     | 未実施             | （大字国立、大字青柳字武蔵野）                                                                 |      |
| 富士見台一丁目 | 1965年10月29日   | 未実施             | （大字谷保字御経塚・字滝之院・字仮屋上）                                                       |      |
| 富士見台一丁目 | 1994年2月12日    | 未実施             | （大字谷保字東之原・字御経塚）                                                                 |      |
| 富士見台二丁目 | 1965年10月29日   | 未実施             | （大字谷保字御経塚・字滝之院・字仮屋上・字峯上）                                               |      |
| 富士見台三丁目 | 1965年10月29日   | 未実施             | （大字谷保字上峯下・字中峯下・字峯上・字西之原、大字石田字鶉久保）                             |      |
| 富士見台三丁目 | 1994年10月30日   | 未実施             | （大字谷保字西之原）                                                                           |      |
| 富士見台四丁目 | 1965年10月29日   | 未実施             | （大字谷保字上峯下・字西之原、大字石田字鶉久保・字谷川上）                                     |      |
| 富士見台四丁目 | 1994年10月30日   | 未実施             | （大字谷保字上峯下・字西之原、大字青柳字峯面・字谷川上・字鶉久保、大字石田字谷川上・字田村道） |      |
| 北一丁目       | 1966年9月1日     | 未実施             | （大字青柳字下はけ、大字谷保字拝島道北）                                                       |      |
| 北二丁目       | 1966年9月1日     | 未実施             | （大字青柳字拝島道北、大字谷保字武蔵野・字拝島道北）                                           |      |
| 北三丁目       | 1966年9月1日     | 未実施             | （大字青柳字武蔵野、大字谷保字武蔵野）                                                         |      |
| 谷保           | 1889年4月1日     | 未実施             |                                                                                                |      |
| 谷保六丁目     | 2014年10月25日   | 未実施             | （大字谷保字下モノ下・字天神下・字下新田）                                                     |      |
| 谷保七丁目     | 2016年11月21日   | 未実施             | （大字谷保字下モノ下）                                                                         |      |
| 青柳           | 1889年4月1日     | 未実施             |                                                                                                |      |
| 青柳一丁目     | 1999年10月9日    | 未実施             | （大字青柳字甲州道中南・字甲州道中北、大字石田字石田街道・字青柳入、大字谷保字上峯下）         |      |
| 青柳二丁目     | 2017年11月20日   | 未実施             | （大字青柳字甲州道中南、大字石田字青柳入、大字谷保字上の下・字上新田・字栗原・字雨成下）       |      |
| 青柳三丁目     | 1999年10月9日    | 未実施             | （大字青柳字甲州道中南・字甲州道中北、大字石田字石田街道・字青柳入）                           |      |
| 青柳三丁目     | 2017年11月20日   | 未実施             | （大字青柳字甲州道中南、大字谷保字雨成下）                                                     |      |
| 石田           | 1889年4月1日     | 未実施             |                                                                                                |      |
| 泉一丁目       | 1992年8月22日    | 未実施             | （大字谷保字上の下・字岨ノ下・字寺ノ下・字中新田・字下新田、大字青柳字向新田）                 |      |
| 泉一丁目       | 1995年11月5日    | 未実施             | （大字谷保字上新田・字中新田）                                                                 |      |
| 泉二丁目       | 1995年11月5日    | 未実施             | （大字谷保字上新田・字中新田・字三家上、泉1）                                                  |      |
| 泉三丁目       | 2004年11月13日   | 未実施             | （大字谷保字上の下・字上新田・字田村道下、大字石田字谷保下）                                   |      |
| 泉四丁目       | 2000年7月8日     | 未実施             | （大字谷保字岨ノ下・字寺ノ下・字上の下・字上新田、泉1）                                        |      |
| 泉五丁目       | 2014年6月21日    | 未実施             | （大字谷保字出井崎・字岨ノ下・字寺ノ下・字上の下・字中新田）                                   |      |
| 矢川三丁目     | 2004年11月13日   | 未実施             | （大字谷保字栗原・字芝切場、大字青柳字甲州道中南）                                             |      |

1. 1 2 3 4 5 6 7 8 9 10 11 12 13 14 15 16 17 18 19 20 21 22 23 24 25 26 27 28 29 30 31 32 33 34 35  町名地番整理実施区域

## 行政

### 市長
- 濵﨑真也（はまさき しんや）
  - 任期：2024年12月25日 - 2028年12月24日（1期目）

### 歴代村長
- 佐伯幸四郎 1889年4月〜1901年3月
- 津戸廣守 1901年4月〜1908年2月
- 本田定寿 1908年4月〜1916年9月
- 三田八兵衛 1916年9月〜1920年9月
- 本田泰助 1921年2月〜1925年2月
- 西野寛司 1925年2月〜1930年9月
- 佐伯茂作 1930年9月〜1934年9月
- 遠藤喜一郎 1934年9月〜1938年9月
- 本田憲一 1938年9月〜1946年11月
- 佐藤康胤 1947年4月〜1951年3月

### 歴代町長
- 佐藤康胤1951年4月〜1955年4月
- 田島守保 1955年5月〜1966年12月

### 歴代市長
特記なき場合『日本の歴代市長 市制施行百年の歩み』などによる。
| 代 | 氏名     | 就任                       | 退任                       | 備考         |
| -- | -------- | -------------------------- | -------------------------- | ------------ |
| 1  | 田島守保 | 1967年（昭和42年）1月      | 1967年（昭和42年）4月      |              |
| 2  | 石塚一男 | 1967年（昭和42年）5月      | 1979年（昭和54年）4月      |              |
| 3  | 谷清     | 1979年（昭和54年）5月      | 1991年（平成3年）4月       |              |
| 4  | 佐伯有行 | 1991年（平成3年）5月       | 1999年（平成11年）4月      |              |
| 5  | 上原公子 | 1999年（平成11年）5月      | 2007年（平成19年）4月      |              |
| 6  | 関口博   | 2007年（平成19年）5月      | 2011年（平成23年）4月      |              |
| 7  | 佐藤一夫 | 2011年（平成23年）5月      | 2016年（平成28年）11月16日 | 在任中に死去 |
|    | 永見理夫 | 2016年（平成28年）11月16日 | 2016年（平成28年）12月18日 | 職務代理     |
|    | 雨宮和人 | 2016年（平成28年）12月18日 | 2016年（平成28年）12月24日 | 職務代理     |
| 8  | 永見理夫 | 2016年（平成28年）12月25日 | 2024年（令和6年）12月24日  |              |
| 9  | 濵﨑真也 | 2024年（令和6年）12月25日  | 現職                       |              |

### 独自の施策
都市景観形成条例
文教地区
市内の学園都市エリアは、東京都文教地区建築条例により文教地区に指定されている。
文教地区とは、都市計画法により地方自治体が都市計画区域内に指定した特別用途地区で、教育施設の周囲や通学路に、教育上好ましくないと目されるパチンコ店や風俗店、ホテルなどの業種の進出を規制する地区である。
1950年代、急激な人口の増加に加え、朝鮮戦争勃発によって隣接する立川の米軍基地が活況を呈し、性風俗産業など米兵相手のいかがわしい商売が増えたこともあり、駅周辺の環境は悪化しつつあった。街の環境を守ろうと考えた国立の市民、学生たちは、1950年12月に公布されたばかりの「東京都文教地区建築条例」に目をつけ、文教地区指定を求めて運動を始めた。
町がさびれるという反対派の声もあったが、議論の結果、1952年、国立市は東京で初めて「文教地区」の指定を受けた。
現在の、多くの学校を擁する、緑豊かで閑静な町並みは、この文教地区指定によって守られているといえる。
住民基本台帳ネットワーク 接続切断
個人情報の保護、ドメスティック・バイオレンス被害者の保護などを理由として、2002年12月26日に、住民基本台帳ネットワークシステムの接続が切断された。
しかし、議会からは「住民基本台帳ネットワークシステムへの接続を求める決議の提出を求める決議」が可決されるなど、この切断に対する意見は分かれた。このため国立市民は、住基ネットに接続されている市区町村の住民にとって住民票の写しが必要なくなった各種手続き（パスポートに関する事務など）の一部について、接続切断を理由に住民票を提出する必要があった。また、市の業務である電子証明書の発行が不可能であるため、国税のオンライン申告・申請・納税手続（e-Tax）ができなくなっていた。
なお、2009年2月16日に、東京都知事から、住基ネットに接続するよう地方自治法に基づく是正の要求が行われた。
また、2009年9月29日には、国立市の住民らから、住基ネット切断により、違法な支出がなされているとして、関口博市長に対して、約692万円の補てんと支出の差止めを求める住民監査請求が提出された。この住民監査請求の結果が11月27日、請求人に通知され、監査委員2人はともに住基ネット切断による追加的な支出を違法としながらも、支出の差止めの適否については意見が分かれたため、勧告としては出されなかった。
これを受けて、請求人は、同年12月22日に住民訴訟を提起し、約692万円の違法な公金の支出があったとして国立市に対し関口市長個人に賠償を請求することを求めている。
2011年2月4日、東京地裁は住基ネット離脱を違法とし、一部支出の差止と支出の一部を市に返還するよう市長に命ずる判決を下した。
その後、2011年4月の市長選挙で住基ネットへの再接続を掲げた佐藤一夫市長が当選。2012年2月には、約9年ぶりに住基ネットへと再接続された。
電力調達の一般競争入札
福島第一原子力発電所事故をきっかけとして電力入札の検討を開始し、国立市20か所の施設を対象として電力の一般競争入札を実施した。落札事業者のエアネット（国立市発表資料での事業者名はエネット）は2011年11月より1年間の契約期間にて電力供給を行い、150万円（2.5%）の削減効果となった。

### 自治体交流

#### 友好交流都市
- 北秋田市（秋田県）：旧合川町との間での児童交流の実績による[23]

- ルッカ（イタリア）：国立市の桜の子孫が植樹されていることによる。

### 産官学連携
- くにたち富士見台人間環境キーステーション

## 議会

### 東京都議会
2025年東京都議会議員選挙
- 選挙区：北多摩第二選挙区（国分寺市、国立市）
- 定数：2人
- 任期：2025年7月23日 - 2029年7月22日
- 投票日：2025年6月22日
- 当日有権者数：168,104人
- 投票率：51.70％

| 候補者名 | 当落 | 年齢 | 所属党派                 | 新旧別 | 得票数   |
| -------- | ---- | ---- | ------------------------ | ------ | -------- |
| 岩永康代 | 当   | 53   | 東京・生活者ネットワーク | 現     | 29,630票 |
| 本橋巧   | 当   | 42   | 自由民主党               | 現     | 27,138票 |
| 井上愛理 | 落   | 32   | 国民民主党               | 新     | 16,534票 |
| 土田浩史 | 落   | 55   | 再生の道                 | 新     | 7,878票  |
| 高橋健司 | 落   | 54   | 無所属                   | 新     | 4,050票  |

2021年東京都議会議員選挙
- 選挙区：北多摩第二選挙区（国分寺市、国立市）
- 定数：2人
- 投票日：2021年7月4日
- 当日有権者数：168,806人
- 投票率：44.85％

| 候補者名 | 当落 | 年齢 | 所属党派                 | 新旧別 | 得票数   |
| -------- | ---- | ---- | ------------------------ | ------ | -------- |
| 岩永康代 | 当   | 49   | 東京・生活者ネットワーク | 新     | 25,578票 |
| 本橋巧   | 当   | 38   | 自由民主党               | 新     | 24,037票 |
| 岡本光樹 | 落   | 38   | 都民ファーストの会       | 現     | 16,695票 |
| 興津秀憲 | 落   | 60   | 国民民主党               | 元     | 7,689票  |

2017年東京都議会議員選挙
- 選挙区：北多摩第二選挙区（国分寺市、国立市）
- 定数：2人
- 投票日：2017年7月2日
- 当日有権者数：163,057人
- 投票率：53.84％

| 候補者名 | 当落 | 年齢 | 所属党派                 | 新旧別 | 得票数   |
| -------- | ---- | ---- | ------------------------ | ------ | -------- |
| 岡本光樹 | 当   | 34   | 都民ファーストの会       | 新     | 33,441票 |
| 山内玲子 | 当   | 61   | 東京・生活者ネットワーク | 現     | 22,546票 |
| 高椙健一 | 落   | 66   | 自由民主党               | 現     | 19,618票 |
| 興津秀憲 | 落   | 60   | 民進党                   | 元     | 10,634票 |

### 衆議院
- 選挙区：東京19区（小平市、国分寺市、国立市）
- 任期：2024年10月27日 - 2028年10月26日
- 投票日：2024年10月27日
- 当日有権者数：333,279人
- 投票率：60.25％

| 当落 | 候補者名     | 年齢 | 所属党派     | 新旧別 | 得票数   | 重複 |
| ---- | ------------ | ---- | ------------ | ------ | -------- | ---- |
| 当   | 末松義規     | 67   | 立憲民主党   | 前     | 76,899票 | ○    |
| 比当 | 松本洋平     | 51   | 自由民主党   | 前     | 74,435票 | ○    |
|      | 吉田圭一郎   | 32   | 日本維新の会 | 新     | 23,289票 | ○    |
|      | 井手重美津子 | 32   | 日本共産党   | 新     | 20,417票 |      |

## 公共機関

### 警察
立川警察署が担当している。市内には3つの交番と1つの駐在所、1つの地域安全センターがある。矢川・谷保駅前には交番はない。
- なお、羽衣町交番（立川市羽衣町2-51-1）は立川市にある交番だが、立川市の南東とともに国立市北西部も管轄している。

### 消防
立川消防署が管轄。市内に国立出張所と谷保出張所があり、本署はない。
- 立川消防署（立川市泉町1156-1）※市域外
  - 国立出張所（富士見台3-1-2）救急隊1
  - 谷保出張所（富士見台1-44-5）救急隊無

### 医療
- 主な医療機関
  - 国立さくら病院（東1-19-10）
    - なお国立さくら病院は、告示救急指定病院である。

  - 長久保病院（谷保6907-1)
- なお、休日診療センター（富士見台3-16-6）、さくら休日歯科診療所（富士見台3-16-17）が日曜、祝日、年末年始の応急診療を行っている。

### 郵政事業
2012年1月時点、郵便局は、市内の集配業務を担当している国立郵便局を含め計10局ある。なお、西二丁目に日本郵政グループの研修施設「郵政大学校・中央郵政研修センター」が所在する。

### 電話
NTT東日本：東京西 国立交換局

### 上水道
中浄水場と谷保浄水場の2箇所で、市内の地下水60%と、東京都水道局より河川水40%を混ぜて市内に供給している。
なお2009年3月31日に東京都水道局から料金徴収等の事務委託が廃止され、立川サービスステーションで料金徴収等事務を行っている。

### 下水道
下水処理は東京都下水道局に委託しており、市内にある北多摩二号水再生センター（一部は立川市と国分寺市の下水も処理）で処理されている。

### ゴミ処理
稲城市、狛江市、府中市、国立市の4市で構成される「多摩川衛生組合」に加入し、稲城市大丸の多摩川沿いにある「クリーンセンター多摩川」で焼却処理を行っている。焼却残渣は、日の出町にある東京たま広域資源循環組合の広域処分場にて最終処理（エコセメント化・埋立て）をしている。

## 産業

### 商業
- 国立市商業協同組合：商工会とは異なる国立独自の商店街の組合組織。
- ベースボール・マガジン社：創業の地で、1946年（昭和21年）～1956年（昭和31年）まで存在した。
- さえきセルバホールディングス：1979年、市内にて個人商店として創業。西1丁目に本社と管理本部が、富士見台4丁目に営業本部がそれぞれ存在する。
- 高倉町珈琲：東1丁目に本社がある。
- 株式会社クラシコム：ネットショップ・ECメディア「北欧、暮らしの道具店」を運営。nonowa south3、4Fに本社。

### 工業

#### 主な事業所
- ヤクルト本社：泉5丁目に中央研究所が存在する。
- ジェイアール総研情報システム：北1丁目に本社が存在する。（公財）鉄道総合技術研究所のシステム保守管理を担う。

### 農業

#### 主な農作物
- 小松菜
- ほうれん草
- アサガオ
- 谷保なす
- 多摩川梨

## 教育
校名の後のカッコは所在地を示す。

### 小学校
- 市立
  - 国立第一小学校（谷保） - 国立市内で最古の小学校で、谷保小学校、谷保尋常小学校、谷保国民学校を経て国立町制施行後に現校名となった。
  - 国立第二小学校（西） - 谷保小学校国立分校として1950年に開校。ほどなく国立小学校となった後、町制施行後現校名となった。
  - 国立第三小学校（東） - 1954年開校。
  - 国立第四小学校（北） - 1957年開校。
  - 国立第五小学校（富士見台） - 1965年開校。
  - 国立第六小学校（谷保） - 市制施行後の1970年開校。校歌は2005年に杉本竜一が作詞・作曲して制作・寄贈された。
  - 国立第七小学校（富士見台）- 1972年開校。校歌は2007年に谷川俊太郎作詞、その息子谷川賢作作曲により制作された。
  - 国立第八小学校（中） - 1978年開校。校歌は2002年に創立25周年を機に遊佐未森によって制作された。

市立はいずれも国立第◯小学校が正式名称である。
- 私立
  - 桐朋学園小学校（中）
  - 国立音楽大学附属小学校（西）
  - 国立学園小学校（中）：1927年開校。東京商科大学（現・一橋大学）教員子弟向け学校として、堤康次郎が創立した。

### 中学校
- 市立
  - 国立市立国立第一中学校（東）：1947年、谷保中学校として開校。国立第三小学校・都立国立高校に隣接している。
  - 国立市立国立第二中学校（富士見台）：国立中学校分校として設置後、1958年開校。
  - 国立市立国立第三中学校（谷保）：1975年開校。

- 私立
  - 高校と併設されているものは高校の項にまとめて記す。

### 高等学校
- 都立
  - 東京都立国立高等学校（東）
  - 東京都立第五商業高等学校（中）

- 私立
  - 桐朋中学校・高等学校（中）
  - 国立音楽大学附属中学・高等学校（西）
  - NHK学園高等学校（富士見台）：通信制高等学校。

### 大学・短期大学
- 一橋大学（中）

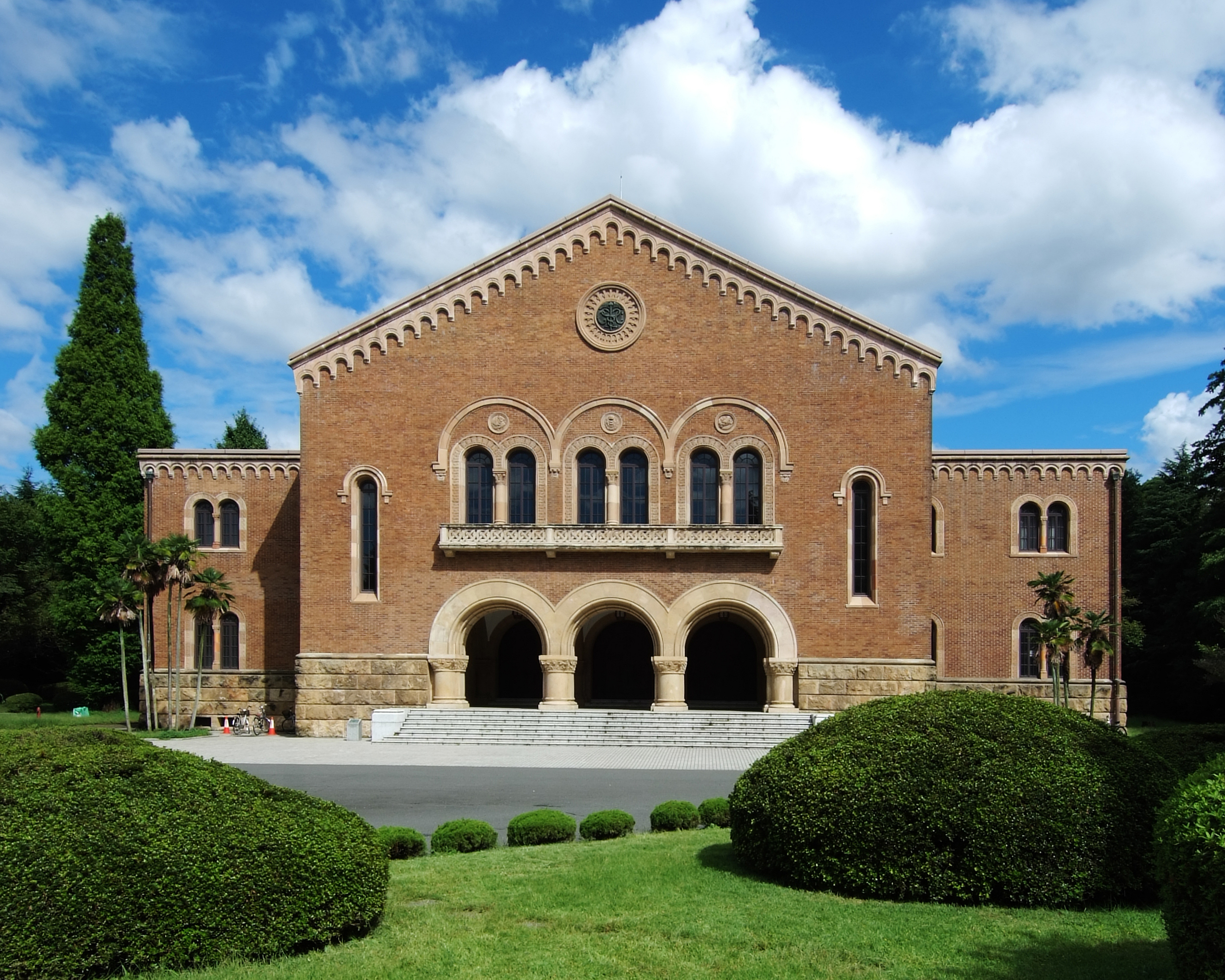
一橋大学（兼松講堂）

- 東京女子体育大学・東京女子体育短期大学（富士見台）
  - 1926年（大正15年・昭和元年）から約50年間、1978年（昭和53年）に立川市に移転するまで、国立音楽大学があった。
  - 東京基督教短期大学：1993年（平成5年）に廃止（現在は千葉県印西市にある東京基督教大学に引き継がれている）。

### その他
- 学校法人NHK学園：富士見台に本校（校舎）があり、通信制高等学校（普通科）と生涯学習通信講座を運営している。
- 社会福祉法人滝乃川学園：知的障害児・知的障害者の福祉施設。発祥の地は東京都北区滝乃川で、豊島区巣鴨を経て国立市に移転。
- 東京YMCA医療福祉専門学校
- エコール辻 東京（辻調グループ校）

## 観光

### 名所・旧跡
- 谷保天満宮
- 大学通り
- 一橋大学兼松講堂：国の登録有形文化財、1927年竣工のロマネスク風建築。
- 滝乃川学園本館：国の登録有形文化財、1928年に竣工した現存する日本最古の知的障害者施設。
- たまらん坂

### 祭・イベント
- くにたち市民まつり：市内最大のまつり。
- 天下市：国立市商工会青年部主催のイベント。

2016年まで一橋大学の学園祭（一橋祭）と同日開催していたが、2017年から別日程となる。
- さくらフェスティバル
- 谷保天満宮例大祭：1100年以上続く伝統行事。
- 朝顔市：名産の朝顔を売り出す。
- LINKくにたち：大学通りを歩行者天国化して開催するスポーツイベント。
- 国立まと火：秋田県旧合川町（現在の北秋田市）との交流から実施。合川万灯火（まとび）については北秋田市役所ホームページを参照[25]。
- 旧車祭：谷保天満宮の行事だが、大学通りで旧車によるパレードが行われたりする。

### 名物・特産品
- くにたちワイン
- 日本酒「谷保の粋」：谷保天満宮でお祓いを受けた種もみを育成した「天神米」で醸造した純米酒[26]。不定期販売。
- ほうれん草うどん
- 油そば：異説もあるが、国立市が発祥とも言われている。
- スタミナ丼（すた丼）：国立市が発祥と言われている[27]。
- まちチョコ：市内で販売されているフェアトレードチョコレート。一橋大学のサークルが発祥である。

## 交通

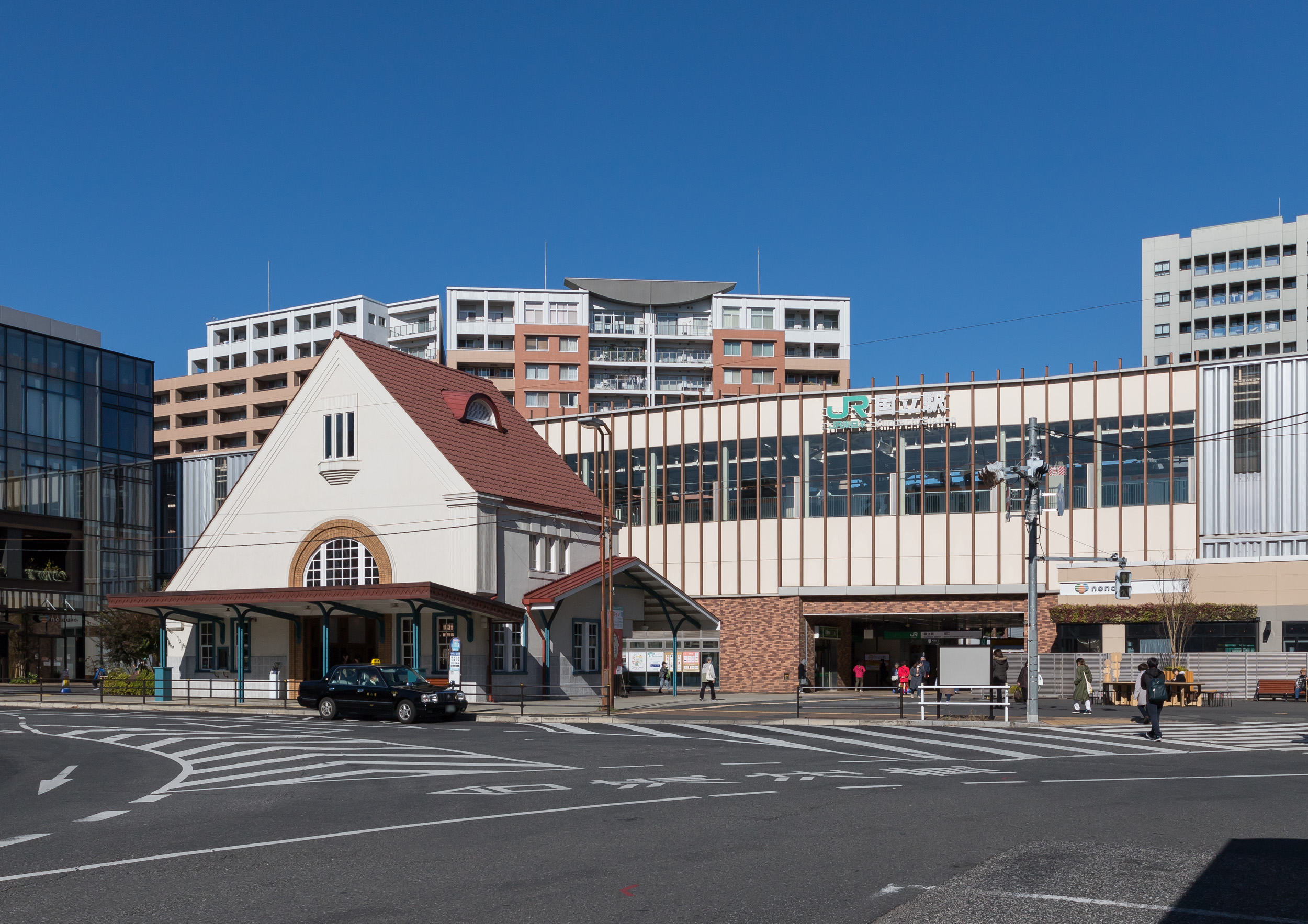
国立駅南口駅舎

### 鉄道
東日本旅客鉄道（JR東日本）
 中央線快速電車
- - 国立駅 -

 南武線
- - 谷保駅 - 矢川駅 -

- 西国立駅は立川市にある。

### 道路
- 高速自動車国道
  - 中央自動車道
    - 国立府中インターチェンジ
- 一般国道
  - 国道20号（甲州街道・日野バイパス）
- 都道
- 主要地方道
  - 東京都道20号府中相模原線
  - 東京都道43号立川東大和線（立東大通り）
- 一般都道
  - 東京都道145号立川国分寺線（富士見通り、旭通り、多喜窪通り）
  - 東京都道146号国立停車場谷保線（大学通り）
  - 東京都道222号国立停車場恋ヶ窪線
  - 東京都道256号八王子国立線（甲州街道（旧国道20号。日野バイパス完成により移行））

大学通り両脇の緑地帯はプリンスホテルの所有地、歩道部分は市有地である。大学通りの並木については、平成9年、国立設計に携わった中島陟の子息中島渉への聞き取り調査から日比谷公園をはじめ日本全国の多くの大規模公園を設計した林学博士の本多静六に堤が相談し、銀杏と桜を勧められたという。
大学通りに唯一かかっている歩道橋が建設された当時、住民の間から「歩道橋を建設すると自動車の速度があがり、かえって自動車事故が増える」などと建設反対運動が起きた。結局、車椅子でも渡れる障害者にも優しい歩道橋にすることで折り合いがつき、今の形となった。この歩道橋は桜見物の名所として、知られている。映画『四月物語』のロケーション撮影が行われたこともある。
大学通りの両脇の部分には「自転車専用レーン」がある。
なお緑地帯、自転車専用レーンがあるのは国立駅～さくら通り手前、逆方向ではさくら通り～国立駅の区間であり、さくら通り手前～谷保駅と谷保駅～さくら通りは片側1車線と歩道（全体が都道）である。

### バス路線
- 立川バス
- 京王電鉄バス・京王バス
- くにっこ（コミュニティバス）

国立駅北口には国分寺市のコミュニティバスである「ぶんバス」が、国立駅南口と谷保駅には京浜急行バスの羽田空港線が乗り入れている。谷保駅には JRバス関東/西日本JRバスの夜行高速バス「ドリーム号」が乗り入れていたが、廃止された。
国立駅南口 - （富士見台）第一団地（谷保駅の約200m手前）は各社合せて昼間毎時12本（南行5分毎、北行は不等間隔）の頻発となっている。また、国立駅北口から発着する国立駅 - けやき台団地は立川バスで一番乗降者の多い路線である。

## 住宅

### 大規模マンション
- クリオレミントンヴィレッジ国立
- グランソシエ国立ウエストウイング
- グランソシエ国立イーストウイング
- シティテラス国立
- クレッセント国立ディアナプレイス
- プラウドシティ国立（2026年3月完成予定、同年8月引渡予定）

### 住宅団地
- UR 富士見台第一団地
- UR 富士見台第二団地
- UR 富士見台第三団地
- 都営青柳南団地
- UR いちょう並木国立
- 青柳都営住宅
- 都営 泉二丁目アパート（国立泉団地）
- UR 国立団地（国立北3丁目団地、賃貸196 1957年）

## 地域放送
- ケーブルテレビ
  - ジェイコム多摩：国立市のほか立川市、昭島市、武蔵村山市、東大和市をサービスエリアとする。

## ゆかりの人物
特筆しない限り出身者を示す。

### 政治・行政
- 阿部守一：長野県知事
- 木内基容子：八王子市副市長。市職員出身として東京都下26市で初の女性副市長に就任。
- 後藤輝樹：政治活動家、音楽家、YouTuber

### 経済
- 林郁：デジタルガレージ創業者・社長CEO、カカクコム会長

### 軍人
- 宇垣一成：陸軍大将。旧宅はブリヂストンの社宅となっており、現在その門柱と土塀および階段のみが残り、往時を忍ばせている。駅前ロータリーの国旗掲揚塔には「皇紀2600年」の揮毫が残っている。

### 作家
- 嵐山光三郎：作家。在住。
- 草野心平：詩人。国立市に一時期在住。
- 滝田ゆう：漫画家。生まれは下谷だが国立に居住。
- 三浦小平二：陶芸作家。市内にアトリエがあった。
- 矢島誠：推理作家
- 山口瞳：作家。生まれは麻布だが国立に居住。
- 山口正介：作家。瞳の長男。

### 芸能人
- 石井めぐみ：女優、在住。2015年から市議会議員。
- 伊藤博樹：タレント、アキバ系パフォーマー。
- 宇梶剛士：俳優、在住。
- 大塚明夫：俳優、声優、ナレーター。生まれは新宿区。
- 岡本竜汰：俳優。
- 音乃いづみ：元宝塚歌劇団宙組娘役
- 久保茂昭 - ミュージックビデオ監督
- 久米小百合（久保田早紀）：歌手。
- ひぃたん：バンド「ジン」のミュージシャン。在住。
- 鈴木さえ子：ミュージシャン。
- 曽我町子：女優。市内でアンティークショップを経営。
- 高橋惠子：女優、在住。
- はいだしょうこ：歌手、女優。
- 三浦友和：俳優。在住
- 山口百恵：キルト作家、元歌手・女優・作詞家。在住。
- 三浦祐太朗：歌手。生まれは同都港区。
- 三浦貴大：俳優。生まれは同都港区。
- 森重樹一 ：ミュージシャン（ZIGGY）。
- 吉田都：バレリーナ。
- ローラ：モデル。

### 放送
- 木村和也：熊本放送アナウンサー
- 寺崎貴司：テレビ朝日アナウンサー

### スポーツ
- 市川武史：国立高校野球部が甲子園に出場した時のエース投手。卒業後は東京大学のエース投手として六大学リーグ通算7勝を挙げた。
- 木田優夫：元プロ野球選手。中学時代に市内のチームに所属。
- 高橋真弓 (レフリー)：元7人制ラグビー女子日本代表・女子日本代表。
- 吉田謙：アスルクラロ沼津、ブラウブリッツ秋田監督。

### 研究
- 岡田康司：エコノミスト。地域経済総合研究所理事長。
- 佐野善作：経済学者。生まれは現静岡県富士市。国立移転時の東京商科大学長。国立市内の私邸が大学に寄付され「佐野書院」となる。
- 蓼沼宏一：経済学者。一橋大学第17代学長。
- 渡部亮：エコノミスト。元野村総合研究所ヨーロッパ社長、法政大学名誉教授。

### その他
- 黒井千次：国立学園理事長を務める。
- 河野傳：旧国立駅舎を設計。
- 本田覚庵：旧下谷保村の在村医。新選組の近藤勇や土方歳三らと交流がある
- 本田定年：覚庵の子。民権家。
- 本多静六：大学通りの並木作りを構想。

## ゆかりの作品
小説・漫画
- 赤川次郎『死者の学園祭』
- おおの藻梨以『くにたち物語』
- 笹本祐一『妖精作戦』
- 東川篤哉『謎解きはディナーのあとで』：主人公が住んでいる設定。また、「国立警察署」の刑事を務めている（実際に国立警察署は実在せず、上記の通り国立市は立川警察署の管轄である）。
- 山口瞳『居酒屋兆治』
- 黒井千次『たまらん坂 武蔵野短篇集』
- 遊人『ANGEL』
- 萩原慎一郎『歌集 滑走路』：国立市の増田書店について詠んだ短歌がある。
- 水沢めぐみ『姫ちゃんのリボン』
- 村上春樹『スプートニクの恋人』：「ぼく」が住んでいる設定。

映画
- 『四月の永い夢』：国立市が舞台となっている[30]。

アニメ作品
- 黒田bb原作『Aチャンネル』
- 水沢めぐみ原作『姫ちゃんのリボン』：国立市をモデルとした風立市として登場。旧国立駅舎に類似した風立駅も登場。
- 細田守原作『おおかみこどもの雨と雪』：主人公が通う大学のモデルが一橋大学である他、国立に実在する店舗が登場する[31]。
- 『魔法の天使クリィミーマミ』：主人公たちが住んでいる設定になっている。ただし、国立市以下の住所は「くりみケ丘」という架空の地名である。
- 『プリティーリズム・レインボーライブ』：国立市をモデルとした虹立市として登場。旧国立駅舎に類似した虹立駅も登場。
- 『ウィンターガーデン』：「でじこ」と「ぷちこ」が住んでいると設定されている。旧国立駅も登場。

楽曲
- RCサクセション『多摩蘭坂』『国立市中区3-1（返事をおくれよ）』『ぼくの自転車のうしろに乗りなよ』（歌詞に「国立」「大学通り」が出てくる。）
- 今野英明『国立 is the place for me』

## 大きな出来事
- 東京立川憲兵隊事件（1945年）：市内多摩川河川敷に米軍のB-29が墜落し、米軍捕虜が立川に連行・虐殺された[32]。
- 国立市公立小学校国旗掲揚・国歌斉唱問題：2000年頃まで、市内の公立小中学校では慣例的に式典での国旗掲揚と国歌斉唱が行われてこなかった。2000年春の国立第二小学校卒業式での騒動をきっかけに問題が表面化し、一時は国立市内で右翼による抗議活動が行われたり、当時の石原慎太郎東京都知事が定例会見などで取り上げるなど騒動となり、国立市の公立学校教育の特異性がクローズアップされることになった[33]。
- 国立マンション訴訟
- 国立駅駅舎移転問題